# Steve Reid
Steve Reid (New York, 29 januari 1944 - aldaar, 13 april 2010) was een Amerikaanse jazzdrummer.

## Biografie
In 1965 beëindigde Reid zijn studie aan de Adelphi University in Garden City. Hij was de eerste jazzmuzikant, die (onder voorzitterschap van Nancy Hanks) de eerste studiebeurs kreeg van de National Endowment for the Arts. Daarna was hij lid van de BMI, de American Federation of Musicians Local 802 van de AFL-CIO (sinds 1965), de Black Music Association en de Jazz Foundation. Hij woonde eerst in Europa, vervolgens in München en de laatste jaren in Lugano.
De eerste opnamen kwamen in 1961 met Martha & the Vandellas (Heatwave, Motown Records) in de Apollo Theatre House Band o.l.v. Quincy Jones. Sindsdien volgden meer dan 30 opnamen als leader en sideman, o.a. met Charles Tyler (Saga of the Outlaws, 1976), Fela Kuti, James Brown  (Popcorn), Sun Ra (Sun Ra's The Science Myth Solar Arkestra) en Miles Davis.
Tot 1969 woonde Reid drie jaar in Afrika, waar hij o.a. in opdracht van meerdere regeringen, waaronder Nigeria, Liberia, Senegal, Ivoorkust, Marokko en Egypte concerten gaf. Sinds de jaren 1970 had hij een eigen label, Mustevic Records, waarvoor hij de albums Nova en Rhythmatism opnam.
Vanaf 2000 volgden talrijke opnamen met grootheden van het jazzcircuit in Europa, waaronder Waves, Invitations en Spirit Walk (2005 met Chuck Henderson en ensemble) voor Souljazz Records (Londen) rond zijn trio met Boris Netsvetaev (St. Petersburg/Hamburg) en Chris Lachotta (München) en Live In Europe (2002 met Lena Bloch, tenorsaxofoon, i.p.v. Henderson) en A Drum Story (solo 2003). Reid had regelmatig optredens op het vasteland (vooral in Duitsland en de Benelux) en in Londen (tournee in november 2005), in april 2006 ook weer een tournee dwars door de Verenigde Staten (New York, Boston, San Francisco en Los Angeles).
Reids spel is sterk beïnvloed door Afrikaanse ritmes en modale harmonieën van John Coltrane. Misschien werd zijn stijl het meest toepasselijk beschreven met de titel van zijn cd Rhythmatism tijdens de jaren 1970 (intussen heruitgebracht bij Souljazz Records).
- Bibliothèque nationale de France: cb14219689p (data)
- CiNii: DA16974346
- Gemeinsame Normdatei: 134494350
- International Standard Name Identifier: 0000 0001 1440 1161
- Library of Congress Control Number: n91125966
- MusicBrainz: b01feedd-e799-467b-b4ec-156ee8da8042
- Nationale Bibliotheek van Tsjechië: xx0101899
- Nederlandse Thesaurus van Auteursnamen: 10044377X
- Virtual International Authority File: 26249949
- WorldCat: E39PBJyrWcjV99BHf9QWf994bd